# نیکولای آرابوف
نیکولای آرابوف (بلغاری: Николай Aсенов Арабов؛ زادهٔ ۱۴ نوامبر ۱۹۵۳) بازیکن سابق و مربی فوتبال اهل بلغارستان است.
از باشگاه‌هایی که در آن بازی کرده‌است می‌توان به باشگاه فوتبال تیرانا اشاره کرد.
وی همچنین در تیم ملی فوتبال بلغارستان بازی کرده‌است.